# بريد ليبيا
بريد ليبيا هي شركة ليبية تتبع الشركة الليبية للبريد والاتصالات وتقنية المعلومات القابضة، تهدف لإنشاء وتشغيل وإدارة وتنظيم كافة أنواع الخدمات البريدية المختلفة بما في ذلك الخدمات المالية البريدية على المستوي الداخلي والخارجي وتسويق الخدمات والمنتجات لصالح الجهات العامة والخاصة وأي نشاط مكمل يهدف إلى تحقيق أغراضها.

## خدمات بريد ليبيا

### الحوالات الداخلية
هي إحدى خدمات بريد ليبيا، والتي تمكن المسؤسسات كما الأفراد من تحويل مبالغ محددة من النقود (بالدينار الليبي) إلى آخرين أينما كانوا داخل ليبيا، بواسطة مكتبي بريد أحدهما يسمى مكتب الإصدار والأخر يسمى مكتب المورد، ويتم إعلام المرسل والمرسل إليه من خلال إرسال رسالة نصية على هاتفه الجوال بوصول الحوالة أو صرفها. باستخدام أحد أنواع الحوالات التالية:
- حوالة في دقيقة

وهي الحوالة التي تكون قابلة للصرف منذ الدقيقة الأولى من إرسالها.
- الحوالة العادية

وهي الحوالة التي تكون قابلة للصرف بعد ثلاثة أيام من إرسالها.

### الخدمات التسويقية
وهي خدمة تسويق بطاقات رصيد لشركات الاتصالات الرئيسة في ليبيا، من ليبيانا والمدار الجديد، وليبيا للاتصالات والتقنية، وهاتف ليبيا.

### البريد السريع
هي خدمة بريد سريع للرسائل، والبطاقات البريدية والمطبوعات والرزم والطرود البريدية؛ وتتميز عن خدمة البريد العادي من خلال معالجته بشكل عاجل منذ إيداعه حتى تسلم إلى الزبون.

### الطرود البريدية
هي أحد أنواع المراسلات التي يتجاوز وزنها (2)  كلغ وتحتوي على البضائع والعينات التجارية والهدايا ويتم تبادلها محلياً ودولياً

### البريد المسجل
المراسلات المسجلة يتم إبداعها مقابل الحصول على إيصال إيداع يحمل رقم تسجيل بحيث يمكن تتبعها من نقطة المصدر حتى نقطة الوصول والاستعلام عنها

### البريد العادي
خدمة تعنى بتبادل المراسلات العادية التي عادةً لا يزيد وزنها عن (2 كلغ) بين الأفراد والمؤسسات داخلياً وخارجياً، وتكون حدود أبعادها كحد أقصى 900 ملم على ألا يزيد أطول بعد عن 600 ملم مع تجاوز قدره 2 ملم، يجب أن لا تقل أبعاد وجه الرسالة عن 90 140 X ملم مع تجاوز قدره 2 ملم.

### خدمة نقل البريد السريع الخاص
هي خدمة تعنى بنقل البريد السريع الخاص للمصارف والمؤسسات والشركات التجارية وأي جهات أخرى منها وإليها بسرعة في العمل وبمواصفات خاصة (من الباب إلى الباب).